# Oklahomapräriehuhn
Das Oklahomapräriehuhn (Tympanuchus pallidicinctus) oder Kleine Präriehuhn ist eine Art aus der Familie der Fasanenartigen. Die Art kommt ausschließlich im Südwesten Nordamerikas vor.

## Erscheinungsbild
Das Oklahomapräriehuhn erreicht eine Körperlänge von 38 bis 41 Zentimeter. Die Männchen sind dabei etwas größer als die Weibchen. Männchen wiegen durchschnittlich 790 Gramm, die Weibchen wiegen durchschnittlich 700 Gramm. Das Erscheinungsbild gleicht ansonsten dem Präriehuhn, mit dem das Kleine Präriehuhn eng verwandt ist.

## Verbreitung und Lebensraum
Das Oklahomapräriehuhn kam ursprünglich im gesamten Südwesten der Great Plains vor. Zum Verbreitungsgebiet gehörten der Südosten von Colorado, der Südwesten von Kansas, der Westen von Oklahoma, der Norden von Texas und der Osten von New Mexico. Aktuell kommt das Kleine Präriehuhn nur noch in 10 Prozent des ursprünglichen Verbreitungsgebietes vor, und das Verbreitungsgebiet ist fragmentiert. Die Art gilt daher als gefährdet.

## Lebensweise
Wie alle Präriehühner balzt auch das Oklahomapräriehuhn in Leks. In der Regel balzen 10 bis 15 Männchen miteinander. Es wurden aber auch schon mehr als 40 balzende Hähne beobachtet. Das Gelege besteht gewöhnlich aus 12 bis 14 sehr hellen Eiern. Die Legezeit fällt in den Zeitraum April bis Mai. Die Brutdauer beträgt 24 Tage.

## Etymologie und Forschungsgeschichte
Die Erstbeschreibung des Oklahomapräriehuhn erfolgte 1873 durch Robert Ridgway unter dem wissenschaftlichen Namen  Cupidonia cupido var. pallidicincta. Das Typusexemplar stammte aus den texanischen Ebenen. 1841 führte Constantin Wilhelm Lambert Gloger die neue Gattung Tympanuchus für das Präriehuhn (Tympanuchus cupido (Linnaeus, 1758)) ein. Dieser Name ist ein griechisches Wortgebilde aus »tumpanon τυμπανον« für eine »Kesseltrommel« und »ēkheō ηχεω« für »klingen«. Der Artname »pallidicincta« ist lateinischen Ursprungs und leitet sich von »pallidus« für »blass« und  »cinctus« für »gebändert« ab.

## Belege

### Einzelbelege
1. ↑   Madge et al., S. 384
2. ↑   Madge et al., S. 385
3. ↑  Robert Ridgway  (1873), S. 289.
4. ↑  Constantin Wilhelm Lambert Gloger (1841), S. 396.
5. ↑  Tympanuchus in The Key to Scientific Names Edited by James A. Jobling
6. ↑  pallidicincta in The Key to Scientific Names Edited by James A. Jobling